# 22952 Hommasachi
22952 Hommasachi è un asteroide della fascia principale. Scoperto nel 1999, presenta un'orbita caratterizzata da un semiasse maggiore pari a 2,5486847 UA e da un'eccentricità di 0,2747078, inclinata di 13,12522° rispetto all'eclittica.